# Paracho de Verduzco
Paracho de Verduzco – miasto w Meksyku, w stanie Michoacán.